# Réserve naturelle de Goksøyrmyrane
La réserve naturelle de Goksøyrmyrane est une réserve naturelle de l'île de Runde dans la commune de Herøy, Møre et Romsdal. La réserve a été créée en 1996 afin de préserver une zone de marais. La réserve a une superficie de 0,848 km2.
La réserve naturelle comprend la partie nord-ouest du plateau de la montagne sur l'île. Il y a principalement de la tourbe sur le terrain qui a une déclivité pouvant atteindre les 25°. Le marais est une zone de nidification pour les grands labbes.
Le 27 mai 2013, la réserve naturelle a été couplée à quatre réserves ornithologiques afin de créer le site Ramsar de Runde.